# Помпея Сулла
Помпе́я Су́лла (лат. POMPEIA SULLA) — римская матрона, жившая в I веке до н. э. Вторая жена Гая Юлия Цезаря.

## Происхождение
Помпея происходила из плебейского рода Помпеев. Её отцом был Квинт Помпей Руф, консул 88 года до н. э., совместно с Луцием Корнелием Суллой. Её мать, Корнелия Сулла, была старшей дочерью Суллы, которую он выдал за Квинта Помпея, чтобы усилить его привязанность к себе.

## Брак с Цезарем
Цезарь женился на Помпее в 67 до н. э., после того, как при родах умерла его первая жена Корнелия Цинна. Для Помпеи это также был второй брак. До этого она три года была замужем за Гаем Сервилием Ватией, племянником Публия Сервилия Ватии Исаврийского (консула 79 года до н. э.). Гай Сервилий был назначен консулом-суффектом, однако скончался, не успев вступить в должность и оставив Помпею вдовой.
Брак на внучке Суллы может показаться странным, особенно если учесть те гонения, которым Цезарь от него подвергся, однако был необходим Цезарю, поскольку по отцовской линии Помпея была родственницей Помпея Великого. Этот брак скрепил сближение Цезаря и Помпея. Организатором брака была мать Цезаря, Аврелия Котта.
Они поженились, когда Помпее было около 22 лет. По косвенным источникам Помпея была красавицей. По описаниям, она была среднего роста, обладала хорошей фигурой, тонкой костью; лицо — правильный овал, тёмно-рыжие волосы, ярко-зелёные глаза.
Однако никаких чувств пара друг к другу, кажется, не испытывала, особенно Цезарь. Отношения между супругами косвенно характеризуются отсутствием детей у пары за 6 лет брака.

## Скандал и развод
В 62 до н. э. Аврелия Котта разоблачила Публия Клодия Пульхра, который, переодевшись женщиной, был проведён своей сестрой, Клодией Пульхрой Терцией на Таинства Доброй Богини, происходившие в доме Цезаря.
Причиной такого поведения Публия Клодия был его интерес к Помпее Сулле. Цезарь, тогда занимавший пост великого понтифика, после этого инцидента немедленно развёлся с женой, хотя и предполагал, что она может быть невиновна. Сказанная Цезарем в объяснение причины развода фраза «Жена Цезаря должна быть выше подозрений» стала крылатым выражением.
Этот эпизод известен по жизнеописанию Плутарха «Цезарь» и фигурирует во многих позднейших жизнеописаниях и художественных биографиях, таких как «Жизнеописание Цицерона» Леонардо Бруни Аретино и «Мартовские иды» Торнтона Уайлдера.

## Дальнейшая судьба
После развода, скорее всего, вышла замуж за клиента и соратника Цезаря Публия Ватиния, консула 47 до н. э., незадолго до этого потерявшего свою первую жену.
Дальнейшая судьба Помпеи неизвестна.

## В культуре
Помпея Сулла является персонажем ряда исторических романов австралийской писательницы Колин Маккалоу: «Венец из трав», «Фавориты Фортуны», «Женщины Цезаря» и «Октябрьский конь».